# Ибрагим Наджи ас-Сувейди
Ибрагим Наджи ас-Сувейди (араб. إبراهيم ناجي السويدي‎; 1882, Османский Ирак —1942, Королевство Ирак) — иракский государственный деятель. Был десятым премьер-министром Ирака (1929—1930).

## Биография
Родился в 1882 году в Ираке (провинции Османской империи). Наджи ас-Сувейди стал премьер-министром в ноябре 1929 года, после самоубийства Абд аль-Мухсин-бей ас-Саадуна. Его короткое время в должности премьер-министра было отмечено уличными протестами, протестующие требовали независимости Ирака от Великобритании. Череда уличных столкновений и неспособность правительства их остановить, привели к отставке Наджи ас-Сувейди с поста премьер-министра.
Его родной брат Тауфик ас-Сувейди также занимал должность премьер-министра Ирака.